# The Killers (1946)
The Killers (bra: Os Assassinos; prt: Assassinos) é um filme estadunidense de 1946, baseado na obra homônima do escritor norte-americano Ernest Hemingway. Dirigido por Robert Siodmak, o filme tem como protagonistas, Burt Lancaster e Ava Gardner.

## Sinopse
Após ser procurado por dois assassinos, um homem os aguarda pacientemente e sem tentar fugir. Já morto, um investigador de seguros tenta descobrir o porquê de sua atitude.

## Elenco
- Burt Lancaster .... Ole "Sueco" Andersen / Pete Lund
- Ava Gardner .... Kitty Collins
- Edmond O'Brien .... Jim Reardon
- Albert Dekker .... Big Jim Colfax
- Sam Levene .... Tenente Sam Lubinsky
- Vince Barnett .... Charleston
- Virginia Christine .... Lilly Harmon Lubinsky
- Charles D. Brown .... Packy Robinson
- Jack Lambert .... "Dum-Dum" Clarke
- Donald MacBride .... R.S. Kenyon
- Charles McGraw .... Al
- William Conrad .... Max
- Phil Brown .... Nick Adams
- Queenie Smith .... Mary Ellen Daugherty
- Jeff Corey .... "Blinky" Franklin
- Harry Hayden .... George
- Bill Walker .... Sam

## Prêmios e indicações
Oscar
- Recebeu quatro indicações, nas categorias de Melhor Diretor, Melhor Edição, Melhor Trilha Sonora e Melhor Roteiro.